# Trichocera imanishii
Trichocera imanishii is een muggensoort uit de familie van de wintermuggen (Trichoceridae). De vrouwtjes hebben rudimentaire vleugels en de mannetjes hebben wel vleugels maar kunnen waarschijnlijk niet vliegen. De soort leeft in de Japanse Alpen.

## Naamgeving en positie
De wetenschappelijke naam van de soort is voor het eerst gepubliceerd in 1935 door Masaaki Tokunaga. Deze plaatste de soort in het tot dan monotypische geslacht Alfredia, een geslacht van eveneens niet-vliegende muggen uit de Alpen. Al snel werd duidelijk dat de soort beter in de familie wintermuggen (Trichoceridae) kon worden geplaatst, en Tokunaga plaatste de soort daarop in 1936 in het geslacht Trichocera. In 1952 creëerde Charles Paul Alexander het nieuwe monotypische geslacht Kawasemyia Alexander, 1952 voor deze soort. In 1992 werd de soort door Christine Dahl echter weer in het geslacht Trichocera geplaatst. Ze deed dat op basis van vergelijking met fossiel materiaal van andere wintermuggen.